# هیلدیل (پنسیلوانیا)
هیلدیل (به انگلیسی: Hilldale) یک منطقهٔ مسکونی در ایالات متحده آمریکا است که در شهرستان لوزرن، پنسیلوانیا واقع شده‌است. هیلدیل ۲٫۲ کیلومتر مربع مساحت و ۱٬۲۴۶ نفر جمعیت دارد.